# Jens Duve

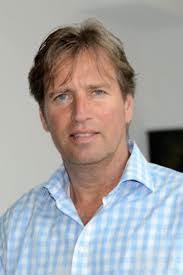
Duve (2015)

Jens Duve (* 25. September 1962 in Hamburg) ist ein ehemaliger deutscher Fußballspieler. Der Abwehrspieler lief für den Hamburger SV und den FC St. Pauli in der Bundesliga auf.

## Werdegang
Duve spielte in der Jugend bei Viktoria Harburg und dem Harburger TB, sowie dem SC Concordia von 1907, wo er an der Seite von Frank Neubarth auflief, und dem SC Urania Hamburg. Nachdem er seinen Dienst bei der Bundeswehr absolviert hatte, machte er eine Lehre zum Bankkaufmann und spielte parallel beim Amateurklub Hummelsbütteler SV. 1985 schloss er sich dem Hamburger SV an, für den er in der Spielzeit 1985/86 zu sechs Spielen in der Bundesliga kam. Duve galt als hoffnungsvolles Talent. Da er nicht an Spielern wie Ditmar Jakobs, Gérard Plessers oder Michael Schröder vorbeikam, verlieh ihn der Klub in der folgenden Spielzeit ab November an den zweitklassig antretenden Lokalrivalen FC St. Pauli.
Mit dem Kiezklub verpasste Duve erst in den Relegationsspielen gegen den FC 08 Homburg den Aufstieg in die Bundesliga. Dort überzeugte er in seinen 20 Ligapartien bis Saisonende, so dass ihn der Klub als Tauschobjekt für Trainer Willi Reimann, der vom HSV abgeworben wurde, fest verpflichtete. An der Seite von Klaus Thomforde, Rüdiger Wenzel, André Trulsen und André Golke war er in der anschließenden Spielzeit einer der Garanten für den Aufstieg in die Bundesliga. Als Mannschaftskapitän und Stammspieler erreichte er am Ende der Bundesliga-Spielzeit 1988/89 mit der Mannschaft den zehnten Tabellenplatz. Nach dieser Saison wurde er von der Fachzeitschrift Kicker in die Elf des Jahres gewählt. Im August 1989 zog er sich in einem Spiel gegen den 1. FC Nürnberg im linken Knie einen Kreuzbandriss, einen Innenbandriss und einen Kapselriss zu, was St. Paulis Mannschaftsarzt Peter Benckendorff als die „schlimmste Kombination, die es gibt“ bezeichnete. Anfang September 1990 erlitt Duve in einer Übungseinheit abermals einen Kreuzbandriss im linken Knie. Im Alter von 29 Jahren beendete er 1991 wegen der Knieverletzungen seine Profikarriere. Er hatte bis dahin 55 Bundesliga- und 49 Zweitligaspiele bestritten.
Parallel zu seiner Spielerkarriere studierte er Betriebswirtschaft an der Universität Hamburg, ab Januar 1991 arbeitete er an der Seite des damaligen St.-Pauli-Managers Herbert Liedtke auch in der Leitung der Bundesligamannschaft mit.
In der Spielzeit 1993/94 war Duve kurzzeitig als Trainer beim VfL 93 Hamburg in der Oberliga Nord tätig, im November 1993 kam es wegen unterschiedlicher Auffassungen in sportlichen Dingen zur Trennung. Später versuchte Helmut Schulte, ihn als Nachfolger des entlassenen St.-Pauli-Trainers Uli Maslo zu verpflichten, der Plan wurde jedoch nicht durchgeführt, und Klaus-Peter Nemet übernahm im April 1997 den Trainerposten.
Während seiner Rehabilitationsaufenthalte wegen der Knieverletzungen entdeckte Duve sein Interesse für diesen Bereich. Im Januar 1991 eröffnete er ein Reha-Zentrum in Hamburg-Wandsbek, später ein zweites in Hamburg-Harburg, die er in den folgenden Jahren leitete. Anschließend tat er sich mit dem Damp-Konzern zusammen, um sich im Bereich der ambulanten Rehabilitation zu engagieren. Duve gründete eine gemeinsame Firma mit dem Konzern.
Neben der unternehmerischen Tätigkeit im Damp-Konzern kümmerte er sich um den Aufbau eines MVZ-Netzwerkes. Nachdem der Damp-Konzern im Jahr 2013 von Helios aufgekauft wurde, verlagerte Duve seine Tätigkeiten auf Projekte im Gesundheitswesen u. a. mit Helios und Vamed. Beispielhaft für diese Projektarbeit ist die Gründung von China Medical Transfer (CMT) und weitere Aktivitäten mit Helios in China.
2010 bis 2014 war er einer der Vizepräsidenten des FC St. Pauli. Duve war mit seinen Präsidiumskollegen maßgeblich am Bau des neuen Millerntor-Stadions beteiligt.
Im Mai 2021 war Duve gemeinsam mit seinem Sohn Dennis Duve und Dennis Aogo kurzzeitig als Geschäftsführer des österreichischen Zweitligisten FC Wacker Innsbruck tätig.